# أولا ليندغرين
أولا ليندغرين (بالإنجليزية: Ola Lindgren) (و. 1964  م) هو لاعب كرة يد، ومدرب كرة يد سويدي، ولد في هالمستاد، شارك في الألعاب الأولمبية الصيفية 2000، والألعاب الأولمبية الصيفية 1992، والألعاب الأولمبية الصيفية 1996، والألعاب الأولمبية الصيفية 1988.

## روابط خارجية
- أولا ليندغرين على موقع الاتحاد الأوروبي لكرة اليد (الإنجليزية)
- أولا ليندغرين على موقع أوليمبيديا (الإنجليزية)
- أولا ليندغرين على موقع اللجنة الأولمبية السويدية (السويدية)